# Christopher Columbus: The Discovery
Christopher Columbus: The Discovery is een Spaans-Brits-Amerikaanse dramafilm van John Glen uit 1992. 
De film gaat over de ontdekkingsreis van Christoffel Columbus en ging in première bij het 500-jarig jubileum van zijn 'ontdekking' van de Nieuwe Wereld. In datzelfde jaar kwam ook Ridley Scotts Columbus-film 1492: Conquest of Paradise uit.

## Ontvangst
De recensies voor de film waren heel erg slecht en de film wist slechts 8 miljoen dollar van zijn budget van 45 miljoen dollar terug te krijgen.
De film was genomineerd voor zes Razzies en won de prijs voor slechtste mannelijke bijrol (Tom Selleck).

## Rolverdeling
| Acteur               | Personage                                |
| -------------------- | ---------------------------------------- |
| Marlon Brando        | Tomás de Torquemada, de grootinquisiteur |
| Tom Selleck          | Ferdinand II van Aragon                  |
| Georges Corraface    | Christoffel Columbus                     |
| Rachel Ward          | Isabella I van Castilië                  |
| Robert Davi          | Martín Alonso Pinzón                     |
| Catherine Zeta-Jones | Beatriz Enriquez de Arana                |
| Oliver Cotton        | Harana                                   |
| Benicio del Toro     | Alvaro Harana                            |
| Simon Dormandy       | Bives                                    |
| Michael Gothard      | de spion van de grootinquisiteur         |
| Branscombe Richmond  | het Indiaans opperhoofd                  |
| Mathieu Carrière     | Johan II van Portugal                    |